# Quarto (Olaszország)
Quarto község (comune) Olaszország Campania régiójában, Nápoly megyében.

## Fekvése
Nápolytól 11 km-re északnyugatra fekszik. Határai: Giugliano in Campania, Marano di Napoli, Nápoly, Pozzuoli és Villaricca. Quarto a Campi Flegrei azonos nevű kis síkságát foglalja el.

## Története
Nevét az antik Via Consolare Campane mentén lévő mérföldkő után kapta, amely Pozzuolit kötötte össze a „világ végével” (caput mundi – Misenói-fok).
Az első lakosok ezen a vidéken a cumaei görög telepesek voltak, akiket elsősorban a vidék mezőgazdasági potenciálja vonzott. A rómaiak idejében jelentős infrastrukturális fejlesztéseket végeztek: ekkor épült meg a Montagna spaccata (azaz a Kettévágott hegy), amely tulajdonképpen egy 290 m hosszú hegybe vágott út. 
Napjainkban, a demográfiai szempontokat nézve (beiskoláztatási szám, végzős diákok száma) Campania egyik legfiatalabb települése.

## Népessége
A népesség számának alakulása:

## Fő látnivalói
- San Petrillo-templom